# Nasenfelstunnel

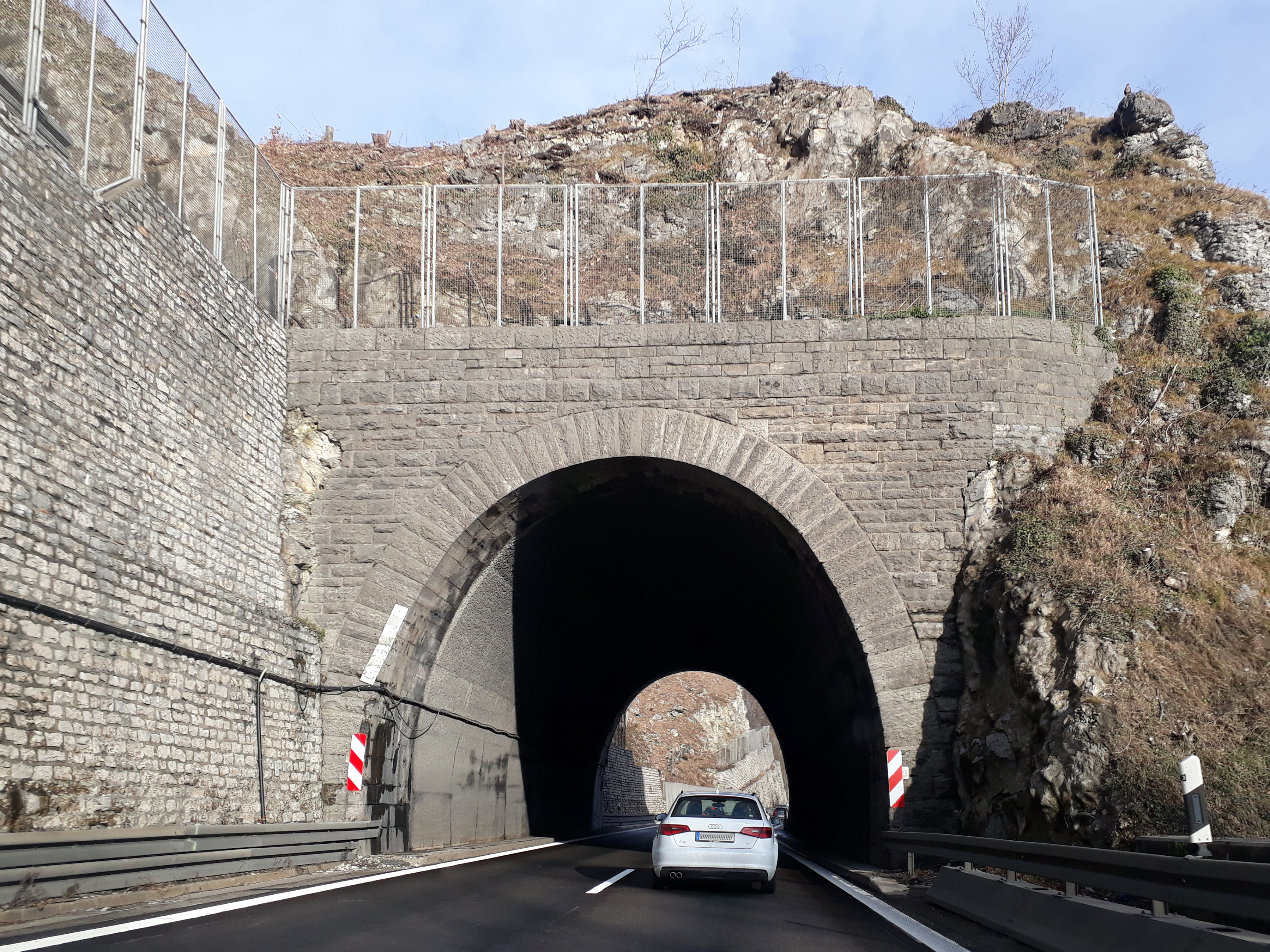
Der Nasenfelstunnel

Der Nasenfelstunnel ist ein 60 m langer Tunnel im Verlauf der A 8 bei Unterdrackenstein (Baden-Württemberg, Deutschland).
Der zweispurige Nasenfelstunnel wurde mit dem Reichsautobahnabschnitt Kirchheim/Teck – Ulm-West (Strecke 42) am 30. Oktober 1937 für den Verkehr freigegeben und ist damit der älteste Autobahntunnel in Deutschland. Wegen seiner geringen Länge verfügt er weder über Beleuchtungs- noch Belüftungseinrichtungen. 

## Geographische Lage
Der Nasenfelstunnel ist im Rahmen der A 8 am Albabstieg ein Teil der zweispurigen Richtungsfahrbahn von Ulm nach Stuttgart. Er befindet sich am Drackensteiner Hang rund 400 m westlich von Unterdrackenstein zwischen Hohenstadt (Berglage) im Süden und Gosbach (Tallage) im Nord-Nordosten und führt auf durchschnittlich etwa 710 m ü. NN durch den Nasenfels, ein Tuffsteinfelsvorsprung oberhalb des Tals bzw. des Quellbereichs der Gos.